# NGC 187
NGC 187 es una galaxia espiral barrada localizada en la constelación de Cetus.